# 全国高等学校選抜バドミントン大会
全国高等学校選抜バドミントン大会（ぜんこくこうとうがっこうせんばつバドミントンたいかい）は、日本の高等学校バドミントン大会の一つ。

## 概要
1972年度（1973年）に第1回開催。
この大会は、全国高等学校総合体育大会バドミントン競技大会、全日本ジュニアバドミントン選手権大会（ジュニアオリンピック）、国民スポーツ大会バドミントン競技と並ぶ高校バドミントン4大全国大会のひとつで、毎年3月に持ち回りで開催される。
まず男女それぞれ学校対抗を行い、その後、個人戦シングルス・ダブルスとなる。

## 学校対抗結果

### 男子
| 回 | 年度 | 開催地 | 優勝                                     | 準優勝                                   | 3位                                      | 3位                                      |
| -- | ---- | ------ | ---------------------------------------- | ---------------------------------------- | ---------------------------------------- | ---------------------------------------- |
| 1  | 1972 | 栃木   | 団体戦なし                               | 団体戦なし                               | 団体戦なし                               | 団体戦なし                               |
| 2  | 1973 | 東京   | 団体戦なし                               | 団体戦なし                               | 団体戦なし                               | 団体戦なし                               |
| 3  | 1974 | 東京   | 奈良                                     | 熊本                                     | 石川                                     | 岡山                                     |
| 4  | 1975 | 群馬   | 香川                                     | 熊本                                     | 石川                                     | 三重                                     |
| 5  | 1976 | 福島   | 熊本                                     | 滋賀                                     | 青森                                     | 香川                                     |
| 6  | 1977 | 奈良   | 滋賀                                     | 奈良                                     | 栃木                                     | 熊本                                     |
| 7  | 1978 | 東京   | 熊本                                     | 茨城                                     | 奈良                                     | 香川                                     |
| 8  | 1979 | 栃木   | 今市 （栃木）                            | 横浜立野 （神奈川）                      | 九州学院 （熊本）                        | 高知商業 （高知）                        |
| 9  | 1980 | 滋賀   | 比叡山 （滋賀）                          | 金沢市立工業 （石川）                    | 伊勢工業 （三重）                        | 奈良市立一条 （奈良）                    |
| 10 | 1981 | 群馬   | 比叡山 （滋賀）                          | 奈良市立一条 （奈良）                    | 桐生市立商業 （群馬）                    | 九州学院 （熊本）                        |
| 11 | 1982 | 島根   | 比叡山 （滋賀）                          | 奈良市立一条 （奈良）                    | 九州学院 （熊本）                        | 金沢市立工業 （石川）                    |
| 12 | 1983 | 栃木   | 比叡山 （滋賀）                          | 小松原 （埼玉）                          | 東奥義塾 （青森）                        | 九州学院 （熊本）                        |
| 13 | 1984 | 石川   | 小松原 （埼玉）                          | 金沢市立工業 （石川）                    | 比叡山 （滋賀）                          | 柳井工業 （山口）                        |
| 14 | 1985 | 沖縄   | 上尾 （埼玉）                            | 比叡山 （滋賀）                          | 金沢市立工業 （石川）                    | 熊本商科大付 （熊本）                    |
| 15 | 1986 | 北海道 | 比叡山 （滋賀）                          | 熊本商科大付 （熊本）                    | 日川 （山梨）                            | 上尾 （埼玉）                            |
| 16 | 1987 | 兵庫   | 上尾 （埼玉）                            | 金沢市立工業 （石川）                    | 札幌第一 （南北海道）                    | 常総学院 （茨城）                        |
| 17 | 1988 | 栃木   | 熊本商科大付 （熊本）                    | 札幌第一 （南北海道）                    | 比叡山 （滋賀）                          | 常総学院 （茨城）                        |
| 18 | 1989 | 東京   | 熊本商科大付 （熊本）                    | 常総学院 （茨城）                        | 比叡山 （滋賀）                          | 千葉敬愛 （千葉）                        |
| 19 | 1990 | 富山   | 常総学院 （茨城）                        | 金沢二水 （石川）                        | 関東第一 （東京）                        | 上尾 （埼玉）                            |
| 20 | 1991 | 栃木   | 芦北 （熊本）                            | 関東第一 （東京）                        | 札幌第一 （南北海道）                    | 大阪桐蔭 （大阪）                        |
| 21 | 1992 | 新潟   | 常総学院 （茨城）                        | 高松商業 （香川）                        | 関東第一 （東京）                        | 越谷南 （埼玉）                          |
| 22 | 1993 | 愛知   | 常総学院 （茨城）                        | 比叡山 （滋賀）                          | 宇都宮南 （栃木）                        | 上尾 （埼玉）                            |
| 23 | 1994 | 埼玉   | 常総学院 （茨城）                        | 比叡山 （滋賀）                          | 金沢市立工業 （石川）                    | 八代東 （熊本）                          |
| 24 | 1995 | 北海道 | 常総学院 （茨城）                        | 札幌第一 （南北海道）                    | 八代東 （熊本）                          | 上尾 （埼玉）                            |
| 25 | 1996 | 京都   | 上尾 （埼玉）                            | 八代東 （熊本）                          | 常総学院 （茨城）                        | 金沢市立工業 （石川）                    |
| 26 | 1997 | 東京   | 八代東 （熊本）                          | 九州国際大付 （福岡）                    | 金沢市立工業 （石川）                    | 比叡山 （滋賀）                          |
| 27 | 1998 | 岩手   | 関東第一 （東京）                        | 八代東 （熊本）                          | 比叡山 （滋賀）                          | 札幌第一 （南北海道）                    |
| 28 | 1999 | 岐阜   | 関東第一 （東京）                        | 高岡工芸 （富山）                        | 常総学院 （茨城）                        | 八代東 （熊本）                          |
| 29 | 2000 | 宮城   | 関東第一 （東京）                        | 埼玉栄 （埼玉）                          | 水島工業 （岡山）                        | 八代東 （熊本）                          |
| 30 | 2001 | 長崎   | 関東第一 （東京）                        | 埼玉栄 （埼玉）                          | 八代東 （熊本）                          | 札幌第一 （南北海道）                    |
| 31 | 2002 | 静岡   | 埼玉栄 （埼玉）                          | 関東第一 （東京）                        | 八代東 （熊本）                          | 比叡山 （滋賀）                          |
| 32 | 2003 | 山口   | 関東第一 （東京）                        | 埼玉栄 （埼玉）                          | 八代東 （熊本）                          | 比叡山 （滋賀）                          |
| 33 | 2004 | 愛媛   | 埼玉栄 （埼玉）                          | 水島工業 （岡山）                        | 比叡山 （滋賀）                          | 青森山田 （青森）                        |
| 34 | 2005 | 福井   | 埼玉栄 （埼玉）                          | 八代東 （熊本）                          | 柏原 （大阪）                            | 勝山 （福井）                            |
| 35 | 2006 | 北海道 | 埼玉栄 （埼玉）                          | 八代東 （熊本）                          | 関東第一 （東京）                        | 比叡山 （滋賀）                          |
| 36 | 2007 | 大分   | 埼玉栄 （埼玉）                          | 比叡山 （滋賀）                          | 東大阪大柏原 （大阪）                    | 関東第一 （東京）                        |
| 37 | 2008 | 新潟   | 埼玉栄 （埼玉）                          | 八代東 （熊本）                          | 関東第一 （東京）                        | 札幌第一 （北海道）                      |
| 38 | 2009 | 埼玉   | 埼玉栄 （埼玉）                          | 岡崎城西 （愛知）                        | 東大阪大柏原 （大阪）                    | 高松第一 （香川）                        |
| 39 | 2010 | 和歌山 | 東日本大震災の影響で中止                 | 東日本大震災の影響で中止                 | 東日本大震災の影響で中止                 | 東日本大震災の影響で中止                 |
| 40 | 2011 | 広島   | 埼玉栄 （埼玉）                          | 比叡山 （滋賀）                          | 富岡 （福島）                            | 東奥学園 （青森）                        |
| 41 | 2012 | 福岡   | 埼玉栄 （埼玉）                          | 富岡 （福島）                            | 比叡山 （滋賀）                          | 東大阪大柏原 （大阪）                    |
| 42 | 2013 | 長野   | 東大阪大柏原 （大阪）                    | 富岡 （福島）                            | 埼玉栄 （埼玉）                          | 青森山田 （青森）                        |
| 43 | 2014 | 北海道 | 東大阪大柏原 （大阪）                    | 富岡 （福島）                            | 埼玉栄 （埼玉）                          | 聖ウルスラ学院英智 （宮城）              |
| 44 | 2015 | 山形   | 埼玉栄 （埼玉）                          | 富岡・ふたば未来学園 （福島）            | 自由ケ丘 （福岡）                        | 聖ウルスラ学院英智 （宮城）              |
| 45 | 2016 | 愛知   | ふたば未来学園 （福島）                  | 埼玉栄 （埼玉）                          | 八代東 （熊本）                          | 日章学園 （宮崎）                        |
| 46 | 2017 | 愛媛   | 埼玉栄 （埼玉）                          | 瓊浦 （長崎）                            | 八代東 （熊本）                          | 旭川実業 （北海道）                      |
| 47 | 2018 | 茨城   | 浪岡 （青森）                            | 聖ウルスラ学院英智 （宮城）              | 埼玉栄 （埼玉）                          | 東大阪大柏原 （大阪）                    |
| 48 | 2019 | 鹿児島 | 新型コロナウイルス感染症拡大の影響で中止 | 新型コロナウイルス感染症拡大の影響で中止 | 新型コロナウイルス感染症拡大の影響で中止 | 新型コロナウイルス感染症拡大の影響で中止 |
| 49 | 2020 | 郡山   | 埼玉栄 （埼玉）                          | ふたば未来学園 （福島）                  | 高岡第一 （富山）                        | 東大阪大学柏原 （大阪）                  |
| 50 | 2021 | 宇都宮 | ふたば未来学園 （福島）                  | 高岡第一 （富山）                        | 東大阪大学柏原 （大阪）                  | 瓊浦 （長崎）                            |
| 51 | 2022 | 花巻   | 埼玉栄 （埼玉）                          | 聖ウルスラ学院英智 （宮城）              | 東大阪大学柏原 （大阪）                  | ふたば未来学園 （福島）                  |

### 女子
| 回 | 年度 | 開催地 | 優勝                                     | 準優勝                                   | 3位                                      | 3位                                      |
| -- | ---- | ------ | ---------------------------------------- | ---------------------------------------- | ---------------------------------------- | ---------------------------------------- |
| 1  | 1972 | 栃木   | 団体戦なし                               | 団体戦なし                               | 団体戦なし                               | 団体戦なし                               |
| 2  | 1973 | 東京   | 団体戦なし                               | 団体戦なし                               | 団体戦なし                               | 団体戦なし                               |
| 3  | 1974 | 東京   | 大阪                                     | 香川                                     | 新潟                                     | 栃木                                     |
| 4  | 1975 | 群馬   | 大阪                                     | 高知                                     | 青森                                     | 静岡                                     |
| 5  | 1976 | 福島   | 大阪                                     | 青森                                     | 富山                                     | 高知                                     |
| 6  | 1977 | 奈良   | 大阪                                     | 熊本                                     | 高知                                     | 栃木                                     |
| 7  | 1978 | 東京   | 大阪                                     | 埼玉                                     | 熊本                                     | 高知                                     |
| 8  | 1979 | 栃木   | 熊本中央女子 （熊本）                    | 高松中央 （香川）                        | 新潟青陵 （新潟）                        | 千葉学園 （青森）                        |
| 9  | 1980 | 滋賀   | 高岡女子 （富山）                        | 四條畷学園 （大阪）                      | 熊本中央女子 （熊本）                    | 小山城南 （栃木）                        |
| 10 | 1981 | 群馬   | 熊本中央女子 （熊本）                    | 四條畷学園 （大阪）                      | 滋賀女子 （滋賀）                        | 高松中央 （香川）                        |
| 11 | 1982 | 島根   | 熊本信愛女学院 （熊本）                  | 千葉学園 （青森）                        | 四條畷学園 （大阪）                      | 上尾 （埼玉）                            |
| 12 | 1983 | 栃木   | 熊本信愛女学院 （熊本）                  | 上尾 （埼玉）                            | 千葉学園 （青森）                        | 四條畷学園 （大阪）                      |
| 13 | 1984 | 石川   | 熊本中央女子 （熊本）                    | 新潟青陵 （新潟）                        | 小山城南 （栃木）                        | 千葉学園 （青森）                        |
| 14 | 1985 | 沖縄   | 八幡大付 （福岡）                        | 上尾 （埼玉）                            | 熊本信愛女学院 （熊本）                  | 常総学院 （茨城）                        |
| 15 | 1986 | 北海道 | 四條畷学園 （大阪）                      | 熊本中央女子 （熊本）                    | 小山城南 （栃木）                        | 高岡女子 （富山）                        |
| 16 | 1987 | 兵庫   | 熊本中央女子 （熊本）                    | 四條畷学園 （大阪）                      | 常総学院 （茨城）                        | 千葉学園 （青森）                        |
| 17 | 1988 | 栃木   | 熊本中央女子 （熊本）                    | 四條畷学園 （大阪）                      | 埼玉栄 （埼玉）                          | 佐賀女子 （佐賀）                        |
| 18 | 1989 | 東京   | 熊本信愛女学院 （熊本）                  | 埼玉栄 （埼玉）                          | 常総学院 （茨城）                        | 佐賀女子 （佐賀）                        |
| 19 | 1990 | 富山   | 常総学院 （茨城）                        | 聖ウルスラ学院 （宮城）                  | 淑徳巣鴨 （東京）                        | 熊本中央女子 （熊本）                    |
| 20 | 1991 | 栃木   | 常総学院 （茨城）                        | 聖ウルスラ学院 （宮城）                  | 金沢向陽 （石川）                        | 熊本信愛女学院 （熊本）                  |
| 21 | 1992 | 新潟   | 四條畷学園 （大阪）                      | 熊本信愛女学院 （熊本）                  | 常総学院 （茨城）                        | 聖ウルスラ学院 （宮城）                  |
| 22 | 1993 | 愛知   | 聖ウルスラ学院 （宮城）                  | 常総学院 （茨城）                        | 九州国際大付 （福岡）                    | 四天王寺 （大阪）                        |
| 23 | 1994 | 埼玉   | 金沢向陽 （石川）                        | 高岡女子 （富山）                        | 精華女子 （福岡）                        | 埼玉栄 （埼玉）                          |
| 24 | 1995 | 北海道 | 熊本信愛女学院 （熊本）                  | 札幌静修 （南北海道）                    | 旭川実業 （北北海道）                    | 精華女子 （福岡）                        |
| 25 | 1996 | 京都   | 埼玉栄 （埼玉）                          | 熊本中央女子 （熊本）                    | 九州国際大付 （福岡）                    | 日本橋女学館 （東京）                    |
| 26 | 1997 | 東京   | 精華女子 （福岡）                        | 日本橋女学館 （東京）                    | 金沢向陽 （石川）                        | 高岡西 （富山）                          |
| 27 | 1998 | 岩手   | 熊本信愛女学院 （熊本）                  | 九州国際大付 （福岡）                    | 金沢向陽 （石川）                        | 埼玉栄 （埼玉）                          |
| 28 | 1999 | 岐阜   | 埼玉栄 （埼玉）                          | 滋賀女子 （滋賀）                        | 長崎女子 （長崎）                        | 県立岐阜商業 （岐阜）                    |
| 29 | 2000 | 宮城   | 県立岐阜商業 （岐阜）                    | 青森山田 （青森）                        | 滋賀女子 （滋賀）                        | 四天王寺 （大阪）                        |
| 30 | 2001 | 長崎   | 青森山田 （青森）                        | 埼玉栄 （埼玉）                          | 九州国際大付 （福岡）                    | 県立岐阜商業 （岐阜）                    |
| 31 | 2002 | 静岡   | 星陵 （静岡）                            | 熊本中央 （熊本）                        | 聖ウルスラ学院 （宮城）                  | 青森山田 （青森）                        |
| 32 | 2003 | 山口   | 此花学院 （大阪）                        | 青森山田 （青森）                        | 金沢向陽 （石川）                        | 札幌静修 （南北海道）                    |
| 33 | 2004 | 愛媛   | 青森山田 （青森）                        | 金沢向陽 （石川）                        | 埼玉栄 （埼玉）                          | 聖ウルスラ学院 （宮城）                  |
| 34 | 2005 | 福井   | 金沢向陽 （石川）                        | 青森山田 （青森）                        | 埼玉栄 （埼玉）                          | 聖ウルスラ学院 （宮城）                  |
| 35 | 2006 | 北海道 | 青森山田 （青森）                        | 越谷南 （埼玉）                          | 聖ウルスラ学院英智 （宮城）              | 九州国際大付 （福岡）                    |
| 36 | 2007 | 大分   | 聖ウルスラ学院英智 （宮城）              | 青森山田 （青森）                        | 埼玉栄 （埼玉）                          | とわの森三愛 （南北海道）                |
| 37 | 2008 | 新潟   | 聖ウルスラ学院英智 （宮城）              | 青森山田 （青森）                        | 新潟青陵 （新潟）                        | 埼玉栄 （埼玉）                          |
| 38 | 2009 | 埼玉   | 聖ウルスラ学院英智 （宮城）              | 樟蔭東 （大阪）                          | 埼玉栄 （埼玉）                          | 青森山田 （青森）                        |
| 39 | 2010 | 和歌山 | 東日本大震災の影響で中止                 | 東日本大震災の影響で中止                 | 東日本大震災の影響で中止                 | 東日本大震災の影響で中止                 |
| 40 | 2011 | 広島   | 九州国際大付 （福岡）                    | 青森山田 （青森）                        | 県立岐阜商業 （岐阜）                    | 埼玉栄 （埼玉）                          |
| 41 | 2012 | 福岡   | 富岡 （福島）                            | 青森山田 （青森）                        | 九州国際大付 （福岡）                    | 日本橋女学館 （東京）                    |
| 42 | 2013 | 長野   | 富岡 （福島）                            | 青森山田 （青森）                        | 埼玉栄 （埼玉）                          | 京都外大西 （京都）                      |
| 43 | 2014 | 北海道 | 青森山田 （青森）                        | 富岡 （福島）                            | 埼玉栄 （埼玉）                          | 聖ウルスラ学院英智 （宮城）              |
| 44 | 2015 | 山形   | 青森山田 （青森）                        | 富岡・ふたば未来学園 （福島）            | 九州国際大付 （福岡）                    | 金沢向陽 （石川）                        |
| 45 | 2016 | 愛知   | ふたば未来学園 （福島）                  | 埼玉栄 （埼玉）                          | 作新学院 （栃木）                        | 九州国際大付 （福岡）                    |
| 46 | 2017 | 愛媛   | 埼玉栄 （埼玉）                          | 青森山田 （青森）                        | ふたば未来学園 （福島）                  | 西武台千葉 （千葉）                      |
| 47 | 2018 | 茨城   | 埼玉栄 （埼玉）                          | ふたば未来学園 （福島）                  | 青森山田 （青森）                        | 聖ウルスラ学院英智 （宮城）              |
| 48 | 2019 | 鹿児島 | 新型コロナウイルス感染症拡大の影響で中止 | 新型コロナウイルス感染症拡大の影響で中止 | 新型コロナウイルス感染症拡大の影響で中止 | 新型コロナウイルス感染症拡大の影響で中止 |
| 49 | 2020 | 郡山   | 柳井商工 （山口）                        | ふたば未来学園 （福島）                  | 青森山田 （青森）                        | 倉敷中央 （岡山）                        |
| 50 | 2021 | 宇都宮 | 柳井商工 （山口）                        | ふたば未来学園 （福島）                  | 四天王寺 （大阪）                        | 倉敷中央 （岡山）                        |
| 51 | 2022 | 花巻   | 柳井商工 （山口）                        | ふたば未来学園 （福島）                  |                                          |                                          |

## 個人戦結果
| 年度 | 回 | 男子シングルス | 女子シングルス | 男子ダブルス          | 女子ダブルス        |
| ---- | -- | -------------- | -------------- | --------------------- | ------------------- |
| 2025 | 53 | 髙野日向       | 東谷悠妃       | 澤田修志 石井叶夢     | 米本宙那 山中杏哩   |
| 2024 | 52 | 山田琉碧       | 平本梨々菜     | 松川健大 中静悠斗     | 砂川温香 長廻優茉   |
| 2023 | 51 | 沖本優大       | 宮崎友花       | 沖本優大 角田洸介     | 清瀬璃子 平本梨々菜 |
| 2022 | 50 | 齋藤駿         | 明地陽菜       | 岩野洸也 齋藤駿       | 室屋奏乃 今村涼     |
| 2021 | 49 | 森口航士朗     | 水津愛美       | 大田隼也 佐々木大樹   | 大澤陽奈 石川心菜   |
| 2020 | 48 | 中止           | 中止           | 中止                  | 中止                |
| 2019 | 47 | 奈良岡功大     | 郡司莉子       | 奈良岡功大 武藤映樹   | 大竹望月 髙橋美優   |
| 2018 | 46 | 奈良岡功大     | 水井ひらり     | 中山裕貴 緑川大輝     | 水井ひらり 内山智尋 |
| 2017 | 45 | 大林拓真       | 鈴木ゆうき     | 金子真大 久保田友之祐 | 森沙耶 石村亜美     |
| 2016 | 44 | 渡邉航貴       | 海老原詩織     | 岡村洋輝 渡邉航貴     | 曽根夏姫 二村ひとみ |
| 2015 | 43 | 渡辺勇大       | 齋藤栞         | 渡辺勇大 三橋健也     | 山口茜 鈴木咲貴     |
| 2014 | 42 | 常山幹太       | 山口茜         | 渡辺勇大 三橋健也     | 大堀彩 東野有紗     |
| 2013 | 41 | 小野寺裕介     | 星千尋         | 保木卓朗 小林優吾     | 松田蒼 金浦紗樹     |
| 2011 | 39 | 中止           | 中止           | 中止                  | 中止                |
| 2010 | 38 | 竹内宏気       | 髙橋沙也加     | 竹内宏気 竹内義憲     | 田中志穂 市丸美里   |
| 2009 | 37 | 渡邊達哉       | 松友美佐紀     | 星野翔平 小林晃       | 三谷美菜津 平野華梨 |
| 2008 | 36 | 和田周         | 三谷美菜津     | 矢部拓也 村上俊       | 髙橋礼華 松友美佐紀 |
| 2007 | 34 | 田児賢一       | 樽野恵         | 田児賢一 松丸一輝     | 藤井瑞希 垣岩令佳   |